# Friedrich Magnus Schwerd
Friedrich Magnus Schwerd (1792. március 8., Osthofen – 1871. április 22., Speyer) német gimnáziumi tanár, geodéta, csillagász, fizikus.

## Élete és tevékenysége
Friedrich Magnus Schwerd Ludwig Schwerd bírósági fogalmazó és felesége, Elisabetha fia volt. 14 éves koráig nem járt rendes iskolába, hanem Bernhard Nägele plébánosnál tanult Eichban. 1809–1813 közt Mannheimban és Mainzban tanult.
1814-től haláláig matematika- és fizikatanár volt, emellett tanított latin és görög nyelvet, valamint biológiát is a speyeri Királyi Tanintézetben. Magas kilátásokra tett szert tudományos munkáival. 1751 csillagon végzett pontos méréseket. Egy 1828-ban kiadott könyvének angol fordítását még 100 évvel később is használták New Yorkban.:152–153 1855-től a Bajor Tudományos Akadémia teljes jogú tagja.
A geodéziában a kis Schwerd-bázis elvével új mérési eljárást fejlesztett ki, melyet a mai műholdas földmérés is használ. Ezenkívül a fény különböző blendéken át való terjedéséről szóló kutatásokat is írt, és a hullámelméleten alapulva kifejlesztette a megfelelő számításokat. 1860. június 12-én II. Miksa bajor király a Szent Mihály-érdemrend lovagkeresztjének első osztályával tüntette ki. A speyeri régi temetőben temették el, a sírlemeze a mai káptalani temetőben található.
Egyik leghíresebb tanítványa Paul Josef Nardini természettudományos érdekeltségű későbbi pap volt, akit 2006-ban boldoggá avattak.

## Leszármazottai
Unokája Friedrich Schwerd mérnök, aki nagyapja teljes kéziratos hagyatékát gondozta, dédunokája Wolfgang Schwerd igazságügyi orvosi professzor.

## Tisztelete
Róla nevezték el a speyeri Friedrich Magnus Schwerd Gimnáziumot.

## Írásai
- „Die kleine Speyerer Basis oder Beweis, daß man mit einem geringen Aufwand an Zeit, Mühe und Kosten durch eine kleine genau gemessene Linie die Grundlage einer großen Triangulation bestimmen kann.“ (Speyer 1822)
- „Rechenbuch mit besonderer Rücksicht auf die metrischen Maaße und Gewichte.“ (Speyer 1828)
- „Astronomische Beobachtungen, angestellt auf der Sternwarte des Königl. Lyzeums in Speyer. 3 Abteilungen“ (Speyer 1829/30)
- „Analytische Untersuchungen des Weges, den die Spitze eines Winkels beschreibt, dessen Schenkel eine Linie der zweiten Ordnung berühren (Jahresbericht über die K. Studien-Anstalt zu Speyer im Rheinkreise).“ (Speyer 1830)
- „Die Beugungserscheinungen aus den Fundamentalgesetzen der Undulationstheorie analytisch entwickelt und in Bildern dargestellt.“ (Mannheim 1835)
- „Abhandlungen über Sternbeochbachtungen in H.Ch. Schumachers Astronomischen Nachrichten.“ Bd. 1, 2, 4, 5, 6, 8, 13. (Altona 1823 ff.)

## Fordítás
Ez a szócikk részben vagy egészben  a   Friedrich Magnus Schwerd című német Wikipédia-szócikk fordításán alapul.  Az eredeti cikk szerkesztőit annak laptörténete sorolja fel. Ez a jelzés csupán a megfogalmazás eredetét és a szerzői jogokat jelzi, nem szolgál a cikkben szereplő információk forrásmegjelöléseként.